# Hans Lachmund
Hans Emil Fritz Lachmund (* 10. August 1892 in Schwerin; † 4. September 1972 in Berlin-West) war ein deutscher Jurist, Politiker und Widerstandskämpfer gegen den Nationalsozialismus.

## Leben
Hans Lachmund, ein Sohn des Lehrers am Schweriner Realgymnasium und späteren Gymnasialprofessors August Lachmund und dessen Frau Marie, geb. Krüger, studierte an den Universitäten von Marburg, Paris und Halle Rechtswissenschaften. In Frankreich trat er mit Pazifisten und Freimaurern in Verbindung. Vor Abschluss des Studiums, er hatte 1914 die erste juristische Prüfung abgelegt, wurde er zu Beginn des Ersten Weltkriegs zum Kriegsdienst einberufen. Bereits während seiner ersten Fronteinsätze schwer verwundet, wurde er nach einem Jahr als dienstuntauglich entlassen. Darauf setzte er sein Studium fort. Sein Referendariat führte ihn zwischen 1916 und 1920 nach Magdeburg, Marburg, Kassel und Schwerin, bevor er die zweite juristische Prüfung ablegte. 1920 war er als organisatorischer Mitarbeiter an der Abwehr des Kapp-Putsches beteiligt. Nachdem er als Rechtsanwalt und Notar zugelassen wurde, eröffnete er in Schwerin eine eigene Kanzlei. 1921 heiratete er die Lehrerin Margarethe Grobbecker.
1919 trat Lachmund der Deutschen Demokratischen Partei (DDP) bei, deren Schweriner Vorsitzender er von 1925 bis 1929 war. Gleichzeitig gehörte er seit 1925 dem Landesvorstand der DDP bzw. seit 1930 der Deutschen Staatspartei (DStP) für Mecklenburg-Schwerin an. 1931 trat er aus der DStP aus und in die SPD ein. In die Deutsche Friedensgesellschaft (DFG) war er 1921 eingetreten und von 1927 bis 1931 ihr Vorsitzender.
Hans Lachmund wurde 1929 zum Beamten auf Lebenszeit ernannt. Er wurde als Justizrat in das von Richard Moeller geführte Justizministerium berufen. Im April 1933 wurde er aus dem Justizdienst entlassen und der Veruntreuung von Geldern der DFG beschuldigt. Durch Einspruch gegen seine rechtswidrige Entlassung erreichte er seine Wiedereinstellung, wurde aber ans Amtsgericht Warin strafversetzt. 1934 erfolgte seine Versetzung ans Amtsgericht Anklam und 1940 nach Greifswald.
Zusammen mit seiner Frau schloss er sich 1934 der neugegründeten liberalen Robinsohn-Strassmann-Gruppe an. Hans Lachmund, der eine Führungsfigur der Gruppe in Mecklenburg und Vorpommern wurde, nutzte seine vielfältigen persönlichen Verbindungen zum konspirativen Ausbau des Widerstandsnetzwerkes in Norddeutschland. So waren die Lachmunds mit Greta und Adam Kuckhoff befreundet, die der Roten Kapelle angehörten. Nachdem Hans Robinsohn Ende 1938 nach Dänemark emigriert war und Ernst Strassmann 1942 verhaftet wurde, suchten Hans und Margarethe Lachmund Kontakt zu verschiedenen anderen Widerstandsgruppen, unter anderem zur Anton-Saefkow-Gruppe.
1944 schloss er sich der auf Initiative des Kommunisten Hugo Pfeiffer und des Pastors Gottfried Holtz gebildeten Greifswalder Widerstandsgruppe an, die durch den Instrukteur der Anton-Saefkow-Gruppe, Richard Fähling, mit Aufklärungsmaterial des Nationalkomitees Freies Deutschland (NKFD) versorgt wurde. Die Gruppe nannte sich im Herbst 1944 „NKFD Greifswald“ und sah es als ihre Aufgabe an, weiteren Schaden für Stadt und Einwohner zu verhindern. Zusammen mit anderen Persönlichkeiten der Stadt gelang es ihnen, den Stadtkommandanten Rudolf Petershagen zur kampflosen Übergabe der Stadt an die Rote Armee zu bewegen. Hans Lachmund hatte wesentlichen Anteil daran, dass die intellektuellen Kreise Greifswalds sich auf die Kapitulation einstellten.
Am 8. Mai 1945 wurde Hans Lachmund mit Einverständnis des sowjetischen Ortskommandanten Beigeordneter der Stadt Greifswald. In der Nacht vom 27. zum 28. Mai 1945 wurde er durch den sowjetischen Geheimdienst ohne Angabe von Gründen verhaftet. In Verhören wurde wiederholt seine Zugehörigkeit zu den Freimaurern thematisiert. Von 1945 bis 1948 war er im NKWD-Lager Nr. 9 Fünfeichen bei Neubrandenburg und anschließend im Speziallager Nr. 2 Buchenwald interniert. Nach der Auflösung der sowjetischen Internierungslager 1950 wurde er den DDR-Behörden übergeben, die ihn in die Justizvollzugsanstalt Waldheim brachten. Obwohl zahlreiche Hitlergegner seine Integrität und seine Mitwirkung im antifaschistischen Widerstand bestätigten, wurde er vom Landgericht Chemnitz am 9. Mai 1950 zu 25 Jahren Zuchthaus verurteilt. Angeblich sollte er auf Reisen zu französischen Freimaurern für die Gestapo gespitzelt haben. Seine Haftstrafe wurde 1952 auf 10 Jahre verringert. 1954 wurde er durch Wilhelm Pieck, den Präsidenten der DDR, begnadigt.
Nach seiner Freilassung folgte er seiner Familie nach West-Berlin, wo er wieder als Jurist arbeitete. Dort betätigte er sich politisch in der SPD und widmete sich ebenso intensiv der Freimaurerei.